# Gugark
Pour l’article homonyme, voir Gougark.
Gugark ou Gugarq (en arménien Գուգարք) est une communauté rurale du marz de Lorri en Arménie. En 2008, elle compte 6 562 habitants.